# Oligoneuriella pallida
Espèce
Oligoneuriella pallida est une espèce d'insectes appartenant à l'ordre des éphéméroptères, ainsi nommé en raison de la durée de vie éphémère de ces insectes qui meurent rapidement après s'être reproduit, juste après que l'adulte ait émergé de l'eau.
Comme d'autres membres de cette famille (Oligoneuriidae) cette espèce est en forte voie de régression (ou disparue ?), bien qu'autrefois commune voire localement massivement présente dans certains fleuves et rivières et de celui de Genève. Elle faisait partie des éphémères localement si abondants qu'on appelait appelé "manne" ou « manne blanche », les nuées d'insectes de ces espèces qui émergeant massivement de l'eau pour la reproduction et la ponte, et en raison probablement aussi de mœurs perçues comme crépusculaires (en réalité également nocturnes).
Les pêcheurs utilisaient les larves récoltées dans les sédiments comme appât pour la pêche, et les adultes pour la pêche à la mouche.

## Caractéristiques physiques
- Nymphe : de 12 à 18 mm pour le corps
- Imago :
  - Corps : ♂ 14 à 17 mm, ♀ 10 à 15 mm
  - Cerques : ♂ 10 à 14 mm, ♀ 5 à 7 mm
  - Ailes : de 12 à 15 mm

## Éthologie
Oligoneuriella pallida  (comme Ephoron virgo qui lui ressemble "attention Ephoron virgo ressemble plus au Ephemera qu'au Oligoneuridae qui ne vivent pas enfoui dans le sédiment) passe l'essentiel de sa vie sous forme de larve dans le sédiment, et ne mène qu'une brève existence (comme le rappelle le nom  (éphémère) des insectes de cette famille ; la durée de son existence (aérienne) n'excédant jamais quelques heures.

Les nuées qu'il formait lors des émergences spectaculaires (en été), en raison de son aspect blanchâtre donnaient l'impression d'une tourmente de neige.

## Aire de répartition
Cette espèce était présente dans le bassin de la Loire où elle n'a pas été revue depuis le début des années 1990 selon, (comme d'ailleurs Serratella mesoleuca depuis le début de l’inventaire « INVFMR »).
Plusieurs causes s'ajoutent probablement pour expliquer cette régression :
- l'artificialisation des bassins versants et cours d'eau, y compris du point de vue de l'environnement nocturne
- la pollution de l'eau et des sédiments,
- l'attraction fatale des adultes pour la lumière (phénomène dit de pollution lumineuse).

## «Éclosion»(émergence)
De juillet à fin août, cette espère émergeait en nuées denses (parfois dites éclosions ), toujours à la tombée du jour, avant l'accouplement et la ponte, la nuit.

## État des populations, pressions, menaces
Cette espèce est en forte régression (ou disparue ?)
Les espèces de cette famille détectent la polarisation de la lumière, ce qui semble notamment leur servir à détecter les surfaces en eau. Elles sont également particulièrement vulnérable à la pollution lumineuse et à la pollution par la lumière polarisée.
Fortement attirée par les luminaires de l'éclairage public (ou privé) qui constituent pour elles un piège écologique, les éphémères régressent partout où l'environnement nocturne est dégradé, mais aussi là où la pollution ou la dégradation des sédiments les affectent.